# Banyutus pulverulentus
Banyutus pulverulentus är en insektsart som först beskrevs av Jules Pièrre Rambur 1842.  Banyutus pulverulentus ingår i släktet Banyutus och familjen myrlejonsländor. Inga underarter finns listade i Catalogue of Life.